# È suonata la libera uscita (film 1918)
È suonata la libera uscita (Home, James) è un cortometraggio muto del 1918 sceneggiato e diretto da Alfred Santell.

## Produzione
Il film fu prodotto dalla Nestor Film Company.

## Distribuzione
Distribuito dall'Universal Film Manufacturing Company, il film - un cortometraggio di una bobina - uscì nelle sale cinematografiche statunitensi il 3 giugno 1918.